# Самоваров, Василий Иванович
Василий Иванович Самоваров (8 апреля 1922, Хворощевка, Рязанская губерния — 15 августа 1974, Москва) — полковник Советской Армии, участник Великой Отечественной войны, Герой Советского Союза (1945).

## Биография
Василий Самоваров родился 8 апреля 1922 года в селе Хворощёвка (ныне — в Скопинском районе Рязанской области). С раннего возраста проживал в Москве, окончил с отличием десять классов школы. В 1940 году, сразу после окончания школы, поступил в Ульяновское танковое училище. В 1941 году окончил Ульяновское танковое училище, в 1942 году — курсы усовершенствования командного состава. С августа 1942 года — на фронтах Великой Отечественной войны. В боях дважды был ранен.
К августу 1944 года старший лейтенант Василий Самоваров командовал ротой 3-й танковой бригады 23-го танкового корпуса 2-го Украинского фронта. Отличился во время освобождения Румынии. 21 августа 1944 года рота Самоварова провела разведку боем, ворвавшись в город Тыргу-Фрумос и уничтожив большое количество огневых точек противника. 23 августа она переправилась через реку Сирет и одной из первых ворвалась в город Роман.
Указом Президиума Верховного Совета СССР от 24 марта 1945 года за «образцовое выполнение боевых заданий командования на фронте борьбы с немецкими захватчиками и проявленные при этом мужество и героизм» старший лейтенант Василий Самоваров был удостоен высокого звания Героя Советского Союза с вручением ордена Ленина и медали «Золотая Звезда» за номером 7372.
После окончания войны Самоваров продолжил службу в Советской Армии. В 1949 году окончил Военную академию бронетанковых и механизированных войск, Военную академию имени Ленина, в 1966 году — Военную академию Генерального штаба. Проживал в Москве, преподавал в Военной академии бронетанковых войск, служил в Даурии, в Забайкальском военном округе (76 разъезд), был командиром полка (г. Нахичевань), был заместителем комдива по политической части в Прибалтийском военном округе (г. Советск), служил в Главном Управлении Бронетанковых войск Генштаба СССР. Скончался 15 сентября 1974 года, похоронен на Головинском кладбище Москвы.
Был также награждён орденом Отечественной войны 1-й степени и двумя орденами Красной Звезды, рядом медалей.